# The Soft Moon
The Soft Moon est un groupe de rock indépendant américain, originaire d'Oakland, en Californie. Actif depuis 2010, le groupe joue une musique oscillant entre shoegazing et post-punk.

## Biographie
Sous le nom de ce groupe se trouve en fait le projet solo du musicien Luis Vasquez. Il publie sous ce nom un premier album en 2010 sur le label Captured Tracks. Plusieurs singles et EP sortent en 2010 et 2011 dont Total Decay. Un deuxième album baptisé Zeros sort en 2012. 
Sur scène, Luis Vasquez s'entoure d'un groupe composé de Justin Anastasi, Damon Way, Ron Robinson et Keven Tecon. Mais il demeure le seul à participer aux enregistrements studio. La même année, un single partagé avec John Foxx et baptisé Evidence, est publié. À l'issue de la tournée mondiale qui suit la parution de Zeros, Luis Vasquez quitte New York et part s'isoler plusieurs mois à Venise, en Italie, où il compose et enregistre les morceaux d'un nouvel album. En janvier 2014, un single du nom de Feel est publié, puis un an plus tard, vient l'album Deeper.
Vasquez s'installe ensuite à Berlin, où il écrit et enregistre un quatrième album. Nommé Criminal, celui-ci est publié le 2 février 2018 sur le label Sacred Bones. Avec cet album, il s'engage pleinement dans la musique industrielle et la dark wave, genres musicaux qu'il avait - selon Pichfork - « longtemps enfouis sous son post-punk sifflant et baigné de réverbération ».
L'album suivant, Exister, publié en septembre 2022, poursuit ce virage artistique vers la musique gothique. Il est enregistré à Joshua Tree en Californie, où Vasquez s'est installé après son départ de Berlin.
Le 19 janvier 2024, le décès de Luis Vasquez est annoncé sur le compte Instagram du groupe. Il a été retrouvé mort aux côtés du musicien John Juan Mendez connu sous le nom de Silent Servant et de la compagne de celui-ci dans ce que les autorités soupçonnent être une overdose de Fentanyl.